# Saint-Vincent (Haute-Loire)
Saint-Vincent település Franciaországban, Haute-Loire megyében. Lakosainak száma 1070 fő (2022. január 1.). Saint-Vincent Beaulieu, Lavoûte-sur-Loire, Saint-Geneys-près-Saint-Paulien, Saint-Paulien és Vorey községekkel határos.

## Népesség
A település népessége az elmúlt években az alábbi módon változott:
| Lakosok száma | 709  | 775  | 806  | 937  | 983  | 988  | 1012 | 1028 | 1040 | 1070 |
|               | 1968 | 1982 | 1990 | 2006 | 2013 | 2015 | 2017 | 2019 | 2020 | 2022 |